# Pandanus regalis
Pandanus regalis är en enhjärtbladig växtart som beskrevs av Benjamin Clemens Masterman Stone. Pandanus regalis ingår i släktet Pandanus och familjen Pandanaceae.
Artens utbredningsområde är Sumatera. Inga underarter finns listade.